# Sytuacja prawna i społeczna osób LGBT na Ukrainie
Sytuacja prawna i społeczna osób LGBT na Ukrainie – kontakty homoseksualne zostały zalegalizowane na Ukrainie w 1991 roku. W tym samym roku zrównano ze sobą wiek osób legalnie dopuszczających się kontaktów homo- i heteroseksualnych – wynosi on 16 lat. Mężczyźni homoseksualni nie są wykluczeni ze służby wojskowej z powodu swojej orientacji seksualnej.

## Ochrona prawna przed dyskryminacją
Ukraińska konstytucja gwarantuje wszystkim obywatelom równość wobec prawa i zakazuje dyskryminacji z jakiejkolwiek przyczyny. Nie ujmuje ona wprost orientacji seksualnej jako jednej z chronionych kategorii, jednak odpowiednia interpretacja tej ustawy zasadniczej pozwala na ochronę mniejszości seksualnych. Nie było jednak jeszcze takiej interpretacji konstytucji przez sąd.
W 2003 roku zaproponowano poprawkę do obowiązującego kodeksu pracy zakazującą między innymi dyskryminacji z powodu orientacji seksualnej.

## Uznanie związków osób tej samej płci
W ukraińskim ustawodawstwie nie istnieje żadna prawna forma uznania związków jednopłciowych, jednakże 2 sierpnia 2022 roku prezydent Ukrainy Wołodymyr Zełenski zaproponował rządowi uznanie ich przy wprowadzeniu niezbędnych zmian w konstytucji.

## Życie osób LGBT w kraju
Ukraińcy należą do społeczeństw nietolerancyjnych wobec osób homoseksualnych. Według sondażu Pew Global Attitudes Project z 2002 roku tylko 17% Ukraińców uważa, że homoseksualizm powinien być akceptowany przez społeczeństwo. O zauważalnym wzroście tolerancji można mówić jedynie w odniesieniu do dużych miast. Około 15% mieszkańców Ukrainy popiera wprowadzenie związków partnerskich.
Na Ukrainie istnieje średniej wielkości scena gejowska. Jej centrum jest Kijów. Miasto to dysponuje kilkoma lokalami, w których osoby LGBT mogą czuć się swobodnie. Podobne miejsca istnieją niemal w każdym większym mieście.
W kraju wydawane są publikacje, działa kilka organizacji zajmujących się walką o prawa społeczności LGBT. W pierwszej manifestacji LGBT w Dniepropietrowsku, a następnie w Kijowie, wzięło udział kilkaset osób.